# Віктор Ерн
Віктор Ерн (нім. Victor Oehrn; 21 жовтня 1907, Кедабек, Азербайджан — 26 грудня 1997, Бонн) — німецький офіцер-підводник, фрегаттен-капітан (1 травня 1944 року).

## Біографія
Народився в азербайджанському місті Кедабек, у сім'ї німецького колоніста. У 1922 році сім'я Ерна втекла до Німеччини.
1 жовтня 1927 року поступив на флот кадетом. 1 жовтня 1929 року отримав звання лейтенанта. Служив на легких крейсерах «Кенігсберг» і «Карлсруе». У липні 1935 року одним з перших морських офіцерів переведений в підводний флот.
З 18 січня 1936 по 4 жовтня 1937 року командував підводним човном U-14, у липні — вересні 1936 року брав участь у військових діях біля берегів Іспанії. У 1939 закінчив Військово-морську академію і в серпні 1939 року зарахований в штаб Карла Деніца.

## Друга світова війна
6 травня 1940 року призначений командиром підводного човна U-37, на якому здійснив 4 походи (провівши в морі в цілому 81 добу).
У першому ж поході в норвезькі води Ерн потопив 10 суден загальною водотоннажністю 41 207 брт і пошкодив 1 судно. У другому поході Ерн записав на свій рахунок 7 суден (водотоннажністю 28 439 брт), у третьому — ще 6 суден (28 210 брт). Всього за досить короткий період Ерн потопив 24 судна загальною водотоннажністю 104 842 брт і пошкодив 1 судно водотоннажністю 9494 брт.
21 жовтня 1940 року нагороджений Лицарським хрестом Залізного хреста, а 26 жовтня знову переведений 1-м офіцером Адмірал-штабу в штаб командувача підводним флотом.
У листопаді 1941 року він спрямований на Середземне море для здійснення координації діяльності підводних човнів, а в лютому 1942 року призначений 1-м офіцером Адмірал-штабу в штабі командувача підводними човнами на Середземномор'ї.
У липні 1942 року під час відрядження в Північну Африку Ерн був важко поранений і узятий у полон британськими військами. Після одужання він поміщений в табір для військовополонених в Єгипті, а в жовтні 1943 року обміняний на британських полонених і через Порт-Саїд, Барселону і Марсель повернувся в Німеччину.
З 1943 року 1-й офіцер Адмірал-штабу в Оперативному відділі ОКМ. У травні 1945 року інтернований британськими військами. Після звільнення працював у компанії «Сіменс», займав високі пости в Бонні.

## Звання
- Кандидат в офіцери (5 квітня 1927)
- Морський кадет (1 жовтня 1927)
- Фенріх-цур-зее (1 квітня 1929)
- Обер-фенріх-цур-зее (1 червня 1931)
- Лейтенант-цур-зее (1 жовтня 1931)
- Обер-лейтенант-цур-зее (1 липня 1933)
- Капітан-лейтенант (1 жовтня 1936)
- Корветтен-капітан (15 серпня 1944)

## Нагороди
- Медаль «За вислугу років у Вермахті» 4-го і 3-го класу (12 років)
- Медаль «У пам'ять 1 жовтня 1938» (20 грудня 1939)
- Нагрудний знак підводника
- Залізний хрест
  - 2-го класу (27 січня 1940)
  - 1-го класу (10 червня 1940)
- Відзначений у Вермахтберіхт
  - «Підводний човен під командуванням капітан-лейтенанта Ерна, який повернувся з далекого походу, повідомив про потоплення ворожих кораблів на 43 000 брт.» (10 червня 1940)
- Лицарський хрест Залізного хреста (21 жовтня 1940)
- Хрест «За військові заслуги» (Італія) з мечами (2 листопада 1941)
- Срібна медаль «За військову доблесть» (Італія)
- Нагрудний знак «За поранення» в сріблі
- Фронтова планка підводника (1944)